# Collège universitaire du Nord
Le Collège universitaire du Nord (en anglais : University College of the North ou UCN) a été établi en 2004 à Le Pas et Thompson, au Manitoba.

## Historique
De 1966 à 2004, l'établissement se nommait Keewatin Community College.

## Personnalités liées
De 2007 à 2011, Ovide Mercredi est chancelier de l'université,.

## Relations internationales
L'université est membre de l’Université de l'Arctique. UArctic est un réseau international d’universités, d’instituts de recherche et d’organisations ayant pour but de promouvoir, coordonner et soutenir la recherche ainsi que l’éducation en régions arctiques.